# Andrew Birkin
Andrew Birkin (Londres, 9 de dezembro de 1945) é um ator, cenarista, realizador e produtor de cinema britânico. É irmão da atriz e cantora Jane Birkin e pai do poeta e músico Anno Birkin.
Em 1968 foi assistente de Stanley Kubrick no filme 2001: A Space Odissey. Escreveu vários cenários: The Pied Piper (1972) de Jacques Demy em 1972, Flame em 1975, King David em 1985. É levado a colaborar na adaptação para cinema da obra de Umberto Eco O nome da rosa, realizado por Jean-Jacques Annaud em 1986. Entre outros, realiza Burning Secret (1988) e The Cement Garden (1993), interpretado pela sua sobrinha Charlotte Gainsbourg. 